# 2023年至2024年德国足球地区联赛
2023年至2024年德国足球地区联赛（德語：Fußball-Regionalliga 2023/24）是德国足球地区联赛作为德国第四级赛事的第16个赛季，也是改革为五轨赛制后的第11个赛季。自2018-19赛季起，将产生4个升入德丙联赛的名额。在本赛季中，来自东北、西南和西部地区联赛的冠军都可直接升级。来自巴伐利亚和北部地区联赛的冠军则需参加两场主客場制的升级资格赛，以确定第四个升级名额。

## 地区联赛构成
1. 由巴伐利亚足球协会辖下18支球队参加的2023年至2024年巴伐利亚地区联赛
2. 由德国北部足球协会辖下18支球队参加的2023年至2024年北部地区联赛
3. 由德国东北足球协会辖下18支球队参加的2023年至2024年东北地区联赛
4. 由德国西南足球地区协会及德国南部足球协会（巴伐利亚足协除外）辖下18支球队参加的2023年至2024年西南地区联赛
5. 由德国西部足球协会辖下18支球队参加的2023年至2024年西部地区联赛

## 升级资格赛
德丙升级资格赛由巴伐利亚地区联赛和东北地区联赛的冠军参加。主客場制两回合资格赛的胜者可升入2024年至2025年德国足球丙级联赛。如果球队放弃参赛，或者没有任何球队能够通过地区联赛的竞技成绩入围，则升级名额将通过抽签产生。比赛顺序同样由抽签决定，资格赛原定于2024年5月22日和26日举行，但由于维尔茨堡踢球者入围了原定于2024年5月25日举行的2023-24巴伐利亚杯决赛，比赛改至2024年5月29日和6月2日举行。

| 第一隊         | 總比數       | 第二隊       | 首回合 | 次回合       |
| -------------- | ------------ | ------------ | ------ | ------------ |
| 维尔茨堡踢球者 | 3–3 （4–5 ） | 汉诺威96二队 | 1–0    | 2–3 （加时） |

所有时间均为欧洲中部夏令时间（UTC+2）
| 2024年5月29日 19:00 |

| 维尔茨堡踢球者 | 1–0  | 汉诺威96二队 |
| -------------- | ---- | ------------ |
| - 弗拉尼奇 22' | 報告 |              |

| 维尔茨堡活动概念竞技场 觀眾人數：10,452 ：马克斯·布尔达 |

| 2024年6月2日 13:30 |

| 汉诺威96二队                                 | 3–2 （加時賽） | 维尔茨堡踢球者                                   |
| -------------------------------------------- | -------------- | ------------------------------------------------ |
| - 埃泽 22' - 乌尔曼 85'（） - 松田隼风 105'  | 報告           | - 萨内 75'（） - 弗拉尼奇 112'（）               |
|                                              |                |                                                  |
| - 伯尔纳 - 松田隼风 - 埃泽 - 乌登内 - 乌尔曼 | 5–4            | - 库尔茨韦格 - 绍森 - 卡里马尼 - 萨内 - 弗拉尼奇 |

| 汉诺威海因茨·冯海登竞技场 觀眾人數：25,000 ：弗洛里安·埃克斯纳 |